# Un filo di seta negli abissi
Un filo di seta negli abissi è un singolo della cantautrice italiana Elisa, il terzo estratto dall'ottavo album in studio L'anima vola e pubblicato il 31 gennaio 2014.

## Descrizione
Musiche e testo sono della stessa cantautrice. Il singolo è uscito in tutte le radio il 31 gennaio 2014.

## Video musicale
Il video musicale ufficiale vede la regia di Latino Pellegrini e Mauro Simionato, già registi del video de L'anima vola. Nel video sono presenti due sbandieratori ferraresi.

## Tracce
1. Un filo di seta negli abissi – 3:37
2. One – 5:47 – originariamente interpretata dagli U2

## Classifiche
| Classifica (2014) | Posizione massima |
| ----------------- | ----------------- |
| Italia            | 39                |
| Italia (airplay)  | 3                 |